# 藤原原子
藤原 原子（ふじわら の げんし（もとこ）、天元3年（980年）頃? - 長保4年8月3日（1002年9月12日））は、平安時代中期の皇妃。三条天皇の東宮時代の妃。摂政藤原道隆の次女、母は高階貴子（高階成忠の娘）。同母兄弟に伊周、隆家、一条天皇皇后定子らがいる。

## 生涯
正暦4年（993年）2月着裳。同6年（995年）1月、東宮居貞親王（のちの三条天皇）に入侍。淑景舎を局とし、淑景舎女御、内御匣殿などと称されて東宮の寵愛を受けた。当世風の華やかな人柄であったといい、姉定子を訪れた時の様子が『枕草子』に登場している。
しかし入内からわずか3ヵ月後に父道隆が薨去、さらに翌年兄伊周・隆家も失脚し、中関白家は凋落した。その後は有力な後見もなく、皇子女にも恵まれないまま、姉定子、妹御匣殿のあとを追うように長保4年（1002年）8月3日に死去。享年は22または23であった。兄の失脚後は後見も無く実家に下ることが多くなったが、内裏火災によって東三条殿に東宮が移った際にも彼女のための区画が設けられていたことから、原子が東宮から一定の寵愛を受けていた可能性が高い。東三条殿東対にあった自分の曹司にて突然血を吐いてそのまま頓死したといわれ、同じく東宮妃の宣耀殿女御（のち皇后）藤原娍子、あるいはその女房であった少納言の乳母が何かを仕掛けたのではないかとの噂が立った。